# 外星小美兒
《外星小美兒》是由東映動畫製做的日本電視動畫作品，於1984年3月3日至1985年3月3日在朝日電視台系列播放共50集。後來改編成OVA、動畫電影和漫畫。
第29話改為每週星期日早上8點30分到9點之間時段播放，此後每週星期日早上8點30分到9點之間的時段至今都是在播放動畫的時段。

## 登場人物

### 主要角色
小美兒
声優 - 渡邊菜生子
本作主人公。利露露星人女子。
梅莫兒
聲優 - 安田あきえ
本作品第二主角。

## 製作團隊
- 製作人 - 鍋島進二（朝日放送）、荻野宏（旭通信社）、籏野義文（東映動画）
- 系列構成 - 雪室俊一
- 人物原案 - 名倉靖博
- 音樂 - 青木望
- 人物設計 - 鈴木欽一郎
- 美術設計 - 土田勇
- 美術 - 土田勇、坂本信人、伊藤岩光
- 系列監督 - 葛西治
- 製作擔當 - 橫井三郎
- 小道具設計 - 鈴木郁乃
- 特殊效果 - 岡田良明、石橋康全、中島正之、橋本由香里
- 攝影 - 池上元秋、佐野和廣
- 編輯 - 望月徹（タバック）
- 錄音 - 池上信照（タバック）
- 效果 - 大平紀義（E&M）
- 選曲 - 宮下滋→渡邊恭野（ビモス）
- 演出助手 - 佐藤順一、貝澤幸男、岡佳廣
- 製作進行 - 岡佳廣、新井正彦
- 演助進行 - 貝沢幸男、岡佳廣
- 美術進行 - 杉本隆一→北山禮子
- 仕上進行 - 岩井隆央→松坂一光
- 紀錄 - 樋口裕子
- 現像 - 東映化學
- 製作 - 朝日放送、旭通信社、東映動畫

## 主題曲

### 片頭曲
《纪念 "汤加里之帽 "的记忆"》
词--TARAKO/音乐--古田义明/编曲--青木望/曲--山野聪子

### 片尾曲
；《温柔的朋友》
词--佐藤ありす/曲--小林康成/编曲--青木之森/歌--山野聪子
第一段歌词在第1至28集从春天唱到夏天，第二段歌词在第29集到最后一集从秋天唱到冬天。 结尾的主题视频在第一节中使用了真人的Rikkoumakutoumodel，在第二节中使用了Shunkagami。

### 插入曲
《戈罗尼亚体操之歌》（出场集数：1, 8, 12, 14, 38, 48）
歌词--幸室顺一/作曲--青木野三/编曲--青木野三/歌曲--永井一郎
在故事中，这首歌据说是由Forten写的，每天早上在Lilulu村做Goronyan体操时由Forten演唱，但在第14集，当Garagon代替Forten演唱这首歌时，孩子们抱怨说Forten的版本更好。
《Memor's Play Song》 (出现的剧集10, 17, 36)
词--幸室顺一/曲--藤原一郎/编曲--田中耕平/歌--山野聪子、渡边直子、泽田和音子
(歌曲："幸福是个数字"）：在梅莫鲁、波皮特和其他人寻找wasuregusa（一种被遗忘的草）的场景中播放的插曲。
担任 《Shiawase kudasai》（出现在剧情中：12、14、15、41）。
歌词--松岛实/作曲--藤原一郎/编曲--青木诺夫/歌曲--山野聪子
：福顿在刚刚坠落地球时给他的朋友们唱的一首摇篮曲。
《吕克曼的主题》（剧集：13，29，31，33，43，49）。
歌词--雪谷顺一/音乐--藤原一郎/编曲--青木野三/歌曲--古川敏夫
：出现了卢克曼用口琴演奏的歌曲。
报道：《Parasol fuutte pararuran》（故事出现在：20）。
歌词--松岛实/作曲--古田义明/编曲--青木野三/歌曲--山野聪子
第20集结束时播放的歌曲。
节目中的 《风之神》（出现在第21、25和29集）。
词--佐藤亚里苏/曲--古田义明/编曲--青木野三/歌--山野聪子
在第21集播放的插曲，与第25集的副标题同名。
《你喜欢哪一个》（外观故事：22）。
歌词--雪谷顺一、佐藤有栖/作曲--古田义明/编曲--青木野三/歌曲--山野聪子
插入第22集播放的歌曲。
《梦露的大垣Uta》（外观故事：22）。
歌词--阿鲁加彻/作曲--古田义明/编曲--青木野三/歌曲--安田昭惠/台词--渡边直子、安田昭惠
玛丽尔在第37集画画时唱的那首歌。
《瓦塔波科之歌》（出场故事：39）。
歌词--幸室顺一/音乐--古田义明/编曲--田中康平/歌曲--渡边直子、西原久美子
这首歌是在第39集梅莫鲁返回利鲁鲁村时唱的，也是在寻找失踪的波比特和他的朋友的磁带上播放的歌曲。
《金星福瑞瓦里》（出场故事：40）。
歌词--幸室顺一/音乐--青木野三/编曲--青木野三/歌曲--山野聪子
与第40集的标题相同的歌曲。

## 各話列表
| 話數 | 播放日        | 標題 | 腳本     | (分鏡) 演出         | 作畫監督   | 美術     |
| ---- | ------------- | ---- | -------- | ------------------- | ---------- | -------- |
| 1    | 1984年 3月3日 |      | 雪室俊一 | 葛西治              | 尾鷲英俊   | 土田勇   |
| 2    | 3月10日       |      | 雪室俊一 | (笠井由勝) 貝澤幸男 | 鈴木欽一郎 |          |
| 3    | 3月17日       |      | 雪室俊一 | (設樂博) 佐藤順一   | 西城隆詞   |          |
| 4    | 3月24日       |      | 朝倉千筆 | 永丘昭典            | 鈴木欽一郎 |          |
| 5    | 3月31日       |      | 朝倉千筆 | 佐藤順一            | 只野和子   |          |
| 6    | 4月7日        |      | 雪室俊一 | 久岡敬史            | 姫野美智   |          |
| 7    | 4月14日       |      | 雪室俊一 | 葛西治              | 尾鷲英俊   |          |
| 8    | 4月21日       |      | 朝倉千筆 | 笠井由勝            | 青山充     |          |
| 9    | 4月28日       |      | 雪室俊一 | 貝沢幸男            | 及川博史   |          |
| 10   | 5月5日        |      | 雪室俊一 | 佐藤順一            | 名倉靖博   |          |
| 11   | 5月12日       |      | 朝倉千筆 | 久岡敬史            | 只野和子   |          |
| 12   | 5月19日       |      | 雪室俊一 | 葛西治              | 姫野美智   | 坂本信人 |
| 13   | 5月26日       |      | 雪室俊一 | 笠井由勝            | 小松原一男 |          |
| 14   | 6月2日        |      | 鈴木悦夫 | 貝沢幸男            | 及川博史   |          |
| 15   | 6月16日       |      | 雪室俊一 | 佐藤順一            | 青山充     |          |
| 16   | 6月30日       |      | 鈴木悦夫 | 久岡敬史            | 名倉靖博   |          |
| 17   | 7月7日        |      | 雪室俊一 | 葛西治              | 只野和子   |          |
| 18   | 7月14日       |      | 鈴木悦夫 | 笠井由勝            | 姫野美智   |          |
| 19   | 7月21日       |      | 雪室俊一 | 佐藤順一            | 小松原一男 |          |
| 20   | 7月28日       |      | 鈴木悦夫 | 久岡敬史            | 野部駿夫   |          |
| 21   | 8月4日        |      | 雪室俊一 | (葛西治) 貝沢幸男   | 青山充     |          |
| 22   | 8月11日       |      | 雪室俊一 | 佐藤順一            | 及川博史   |          |
| 23   | 8月18日       |      | 鈴木悦夫 | 久岡敬史            | 只野和子   |          |
| 24   | 8月25日       |      | 雪室俊一 | 葛西治              | 姫野美智   |          |
| 25   | 9月1日        |      | 雪室俊一 | 佐藤順一            | 小松原一男 |          |
| 26   | 9月8日        |      | 鈴木悦夫 | 久岡敬史            | 野部駿夫   |          |
| 27   | 9月15日       |      | 雪室俊一 | 貝沢幸男            | 青山充     |          |
| 28   | 9月22日       |      | 高木良子 | 葛西治              | 及川博史   |          |
| 29   | 10月7日       |      | 雪室俊一 | 佐藤順一            | 只野和子   |          |
| 30   | 10月14日      |      | 雪室俊一 | 久岡敬史            | 姫野美智   |          |
| 31   | 10月21日      |      | 雪室俊一 | 葛西治              | 小松原一男 | 坂本信人 |
| 32   | 10月28日      |      | 鈴木悦夫 | 佐藤順一            | 野部駿夫   |          |
| 33   | 11月4日       |      | 雪室俊一 | 久岡敬史            | 青山充     |          |
| 34   | 11月11日      |      | 雪室俊一 | 設楽博              | 及川博史   |          |
| 35   | 11月18日      |      | 鈴木悦夫 | 貝沢幸男            | 只野和子   |          |
| 36   | 11月25日      |      | 雪室俊一 | 葛西治              | 姫野美智   |          |
| 37   | 12月2日       |      | 高木良子 | 佐藤順一            | 小松原一男 |          |
| 38   | 12月9日       |      | 雪室俊一 | 久岡敬史            | 野部駿夫   |          |
| 39   | 12月16日      |      | 雪室俊一 | 設楽博              | 及川博史   |          |
| 40   | 12月23日      |      | 雪室俊一 | 葛西治              | 只野和子   |          |
| 41   | 12月30日      |      | 鈴木悦夫 | 佐藤順一            | 姫野美智   |          |
| 42   | 1985年 1月6日 |      | 鈴木悦夫 | 久岡敬史            | 野部駿夫   |          |
| 43   | 1月13日       |      | 雪室俊一 | 設楽博              | 小松原一男 |          |
| 44   | 1月20日       |      | 鈴木悦夫 | 貝沢幸男            | 名倉靖博   |          |
| 45   | 1月27日       |      | 雪室俊一 | 葛西治              | 青山充     |          |
| 46   | 2月3日        |      | 雪室俊一 | 佐藤順一            | 只野和子   |          |
| 47   | 2月10日       |      | 雪室俊一 | 久岡敬史            | 姬野美智   |          |
| 48   | 2月17日       |      | 高木良子 | 葛西治              | 小松原一男 |          |
| 49   | 2月24日       |      | 雪室俊一 | 貝沢幸男            | 青山充     |          |
| 50   | 3月3日        |      | 雪室俊一 | 久岡敬史            | 野部駿夫   |          |

※第1話到第28話為每週星期六19點到19點30分之間放映、第29話到第50話（最終回）為每週星期日早上8點30分到9點之間放映。此後每週星期日早上8點30分到9點之間時段至今都是在播放動畫。

## 播放電視台
※同時網路電視台以外的播放時間從1985年2月開始、放送系列以當時播放的為準。
| 播放地區       | 播放電視台     | 播放系列                                     | 播放時間                                                                 | 備註                    |
| -------------- | -------------- | -------------------------------------------- | ------------------------------------------------------------------------ | ----------------------- |
| 近畿廣域圏     | 朝日放送       | ANN                                          | 星期六 19:00 - 19:30 （1984年9月） 星期日 8:30 - 9:00 （1984年10月以後） | 製作電視台              |
| 北海道         | 北海道電視台   | ANN                                          | 星期六 19:00 - 19:30 （1984年9月） 星期日 8:30 - 9:00 （1984年10月以後） |                         |
| 宮城縣         | 東日本放送     | ANN                                          | 星期六 19:00 - 19:30 （1984年9月） 星期日 8:30 - 9:00 （1984年10月以後） |                         |
| 福島縣         | 福島放送       | ANN                                          | 星期六 19:00 - 19:30 （1984年9月） 星期日 8:30 - 9:00 （1984年10月以後） |                         |
| 關東廣域圏     | 朝日電視台     | ANN                                          | 星期六 19:00 - 19:30 （1984年9月） 星期日 8:30 - 9:00 （1984年10月以後） |                         |
| 新潟縣         | 新潟電視台21   | ANN                                          | 星期六 19:00 - 19:30 （1984年9月） 星期日 8:30 - 9:00 （1984年10月以後） |                         |
| 靜岡縣         | 靜岡縣民電視台 | ANN                                          | 星期六 19:00 - 19:30 （1984年9月） 星期日 8:30 - 9:00 （1984年10月以後） | 現：靜岡朝日電視台。    |
| 中京廣域圏     | 名古屋電視台   | ANN                                          | 星期六 19:00 - 19:30 （1984年9月） 星期日 8:30 - 9:00 （1984年10月以後） |                         |
| 廣島縣         | 廣島HOME電視台 | ANN                                          | 星期六 19:00 - 19:30 （1984年9月） 星期日 8:30 - 9:00 （1984年10月以後） |                         |
| 岡山縣・香川縣 | 瀨戶內海放送   | ANN                                          | 星期六 19:00 - 19:30 （1984年9月） 星期日 8:30 - 9:00 （1984年10月以後） |                         |
| 福岡縣         | 九州朝日放送   | ANN                                          | 星期六 19:00 - 19:30 （1984年9月） 星期日 8:30 - 9:00 （1984年10月以後） |                         |
| 鹿兒島縣       | 鹿兒島放送     | ANN                                          | 星期六 19:00 - 19:30 （1984年9月） 星期日 8:30 - 9:00 （1984年10月以後） |                         |
| 鳥取縣・島根縣 | 日本海電視台   | 日本電視台系列 朝日電視台系列                | 星期一 19:00 - 19:30 （1984年9月） 星期日 8:30 - 9:00 （1984年10月以後） |                         |
| 岩手縣         | 岩手電視台     | 日本電視台系列                               | 星期五 17:30 - 18:00                                                     |                         |
| 山形縣         | 山形電視台     | 富士電視台系列                               | 星期二 16:30 - 17:00                                                     |                         |
| 長野縣         | 信越放送       | TBS系列                                      | 星期二 16:00 - 16:35                                                     | 1984年3月27日 - 8月28日 |
| 長野縣         | 信州電視台     | 日本電視台系列 朝日電視台系列                | 星期日 8:30 - 9:00                                                       | 1984年10月7日           |
| 富山縣         | 富山電視台     | 富士電視台系列                               | 星期四 16:50 - 17:20                                                     |                         |
| 石川縣         | 石川電視台     | 富士電視台系列                               | 星期六 8:00 - 8:30                                                       |                         |
| 愛媛縣         | 愛媛放送       | 富士電視台系列                               | 星期日 8:00 - 8:30                                                       | 現：愛媛電視台。        |
| 高知縣         | 高知放送       | 日本電視台系列                               | 星期三 17:30 - 18:00                                                     |                         |
| 長崎縣         | 長崎放送       | TBS系列                                      | 星期三 16:50 - 17:20                                                     |                         |
| 熊本縣         | 熊本電視台     | 富士電視台系列 朝日電視台系列                | 星期二 17:30 - 18:00                                                     |                         |
| 大分縣         | 大分電視台     | 富士電視台系列 日本電視台系列 朝日電視台系列 | 星期五 17:30 - 18:00                                                     |                         |

## 漫畫版
於《月刊キャロル》（講談社）1984年3月号開始連載。作者為高畑梨繪。
由於連載雜誌休刊，在1984年7月號刊登最終回，短期連載結束。未單行本化。

## 電影
1985年3月16日作為《東映漫畫祭典》（東映まんがまつり）企劃的其中一作而上映。劇本雪室俊一，導演為佐藤順一。
內容是電視動畫版第24話至25話為中心再編輯作品。
2012年12月7日發售的DVD「復刻！東映漫畫祭典（復刻! 東映まんがまつり）」將當時同時上映的全部作品完整收錄。

## OVA
以此為標題，於1985年7月21日發行LD、VHS。以電視動畫版第7話、第10話、第25話、第40話為中心再編輯的總集篇，加上新作短篇收錄其中。新作短篇的演出、美術監督為土田勇、作畫監督為名倉靖博。
另外，LD版約102分，LD版也有將電視動畫版的下集預告（第2話至第50話的預告）作為特典一併收錄。
台灣由巨童文化發行的VCD版，並未收錄特典，片長為95分。翻譯名稱為《尖帽子的美摩爾 聖誕島的小矮人》。

## 外部連結
- Official site（页面存档备份，存于）東映動畫（日語）
- とんがり帽子のメモル DVD-BOX SPECIAL SITE（页面存档备份，存于）フロンティアワークス（日語）
- 外星小美兒在動畫新聞網百科全書中的資料（英文）